# Bernardino Bricennio
Bernardino Bricennio (Roma, 1513 – Vigevano, 10 agosto 1588) è stato un vescovo cattolico italiano.

## Biografia
Bernardino Bricennio (talvolta indicato nelle varianti di Bernardo, Brisseno o Brisennio) nacque in Roma da una famiglia legata alla corona di Castiglia con vari incarichi, ed egli stesso riuscì a distinguersi in essa trasferendosi alla corte di Milano dopo aver già abbracciato la carriera ecclesiastica ed essere divenuto canonico della cattedrale di Avila.
Versato nelle lingue, fu nunzio apostolico in Toscana per conto dei pontefici Pio IV e Pio V presso i granduchi Cosimo I e Ferdinando II, venendo infine scelto da re Filippo II di Spagna quale vice-ambasciatore alla corte della Santa Sede dal 1580 al 1582.
Eletto vescovo di Vigevano su suggerimento del re Filippo II di Spagna il 5 novembre 1582, si distinse fin dall'inizio per un discreto zelo religioso che lo portò a compiere la propria prima visita pastorale nel 1584, ispirato dalla figura di San Carlo Borromeo del quale partecipò ai funerali assieme ad altri quattro vescovi della sede metropolitana, fatto questo rilevante se consideriamo che ne furono invitati sedici e solo quattro presero parte alle esequie. Tra i suoi colleghi partecipanti, si ricorda anche Nicolò Sfondrati, all'epoca vescovo di Cremona e poi eletto pontefice con il nome di Gregorio XIV.
A Vigevano fece erigere la chiesa di San Bernardo, suo santo protettore, e demolì l'antica chiesa di Santa Maria degli Angeli fatta costruire da Galeazzo Maria Sforza, costruendovi una nuova cappella che pose a sede della Confraternita dell'Annunziata, da lui fondata. Fece erigere due ospedali per la città di Vigevano, sotto i titoli dell'Immacolata Concezione e del Santissimo Sacramento.
Morì a Vigevano il 10 agosto 1588 per causa di febbre e venne sepolto presso l'attuale altare di San Carlo nella cattedrale cittadina.

## Genealogia episcopale
La genealogia episcopale è:
- Cardinale Tolomeo Gallio
- Vescovo Bernardino Bricennio